# Ernst Schering
Pour les articles homonymes, voir Schering (homonymie).
Ernst Christian Friedrich Schering né le 31 mai 1824 à Prenzlau et mort le 27 décembre 1889 à Berlin est un pharmacien et industriel allemand, créateur de la Compagnie Pharmaceutique Schering. L'entreprise princeps est scindée en deux entités distinctes, à la fin de la Seconde Guerre mondiale, en guise de réparation des actifs américains saisis par le régime nazi durant le conflit mondial, donnant ainsi naissance à deux grands laboratoires pharmaceutiques indépendants l'un de l'autre : Schering AG restant en République Fédérale Allemande, et Schering-Plough continuant indépendamment ses activités aux États-Unis d'Amérique.

## Biographie
Schering est né le 31 mai 1824 à Prenzlau. Il ouvre une pharmacie, en 1851, à Chausseestraße, au nord de Berlin,.
Il est mort le 27 décembre 1889 et est inhumé dans le cimetière protestant de la congrégation de l'Église de Jérusalem et à la nouvelle église à Berlin-Kreuzberg, au sud de Hallesches Tor.

## Legs
- Ernst Schering Research Foundation Workshop